# اسکیت اولریش
اسکیت اولریش (به انگلیسی: Skeet Ulrich) (زاده ۲۰ ژانویه ۱۹۷۰) بازیگر آمریکایی است.

## فیلم‌شناسی
از فیلم‌های معروف او می‌توان به بازی در فیلم جیغ، پسران نیوتن، سواری با اهریمن، لمس، عزیز دل یک سرباز، کوین شمال و همچنین سریال های جریکو و ریوردیل اشاره کرد.